# Nguyễn Thái Học (Phú Yên)
Nguyễn Thái Học (sinh ngày 7 tháng 2 năm 1972) là một chính trị gia, Tiến sĩ, cử nhân cử nhân Luật người Việt Nam. Ông hiện là Phó Bí thư Đảng ủy Mặt trận Tổ quốc và các đoàn thể Trung ương nhiệm kỳ 2020 - 2025.
Ông từng là Quyền Bí thư Tỉnh ủy Lâm Đồng nhiệm kỳ 2020 - 2025, Ủy viên Ban Chỉ đạo Cải cách tư pháp Trung ương, Phó Trưởng ban Nội chính Trung ương, đại biểu Quốc hội Việt Nam các khóa XIII, XIV thuộc đoàn đại biểu Phú Yên, Ủy viên Ủy ban Tư pháp của Quốc hội, Ủy viên Ban Thường vụ Tỉnh ủy Phú Yên, Trưởng ban Ban Nội chính Tỉnh ủy, Chủ tịch Hội luật gia tỉnh Phú Yên.

## Xuất thân
Ông quê quán ở xã Hòa Quang Bắc, huyện Phú Hòa, tỉnh Phú Yên.

## Giáo dục
- Giáo dục phổ thông: 12/12
- Cử nhân luật
- Thạc sĩ chính trị
- Cử nhân lí luận chính trị
- Tiến sĩ

## Sự nghiệp
Ông gia nhập Đảng Cộng sản Việt Nam ngày 17/01/1998.
Ông từng hành nghề luật sư trong 8 năm.
Ông là đại biểu Hội đồng nhân dân tỉnh Phú Yên nhiệm kỳ 2004-2011.
Ông từng đảm nhiệm các chức vụ: Ủy viên Ban Thường vụ Tỉnh ủy, Trưởng ban Ban Nội chính Tỉnh ủy, Chủ tịch Hội Luật gia tỉnh Phú Yên.
Ngày 21/6/2018, Ban Tổ chức Trung ương trao Quyết định số 777-QĐNS/TW ngày 15/6/2018 của Ban Bí thư cho ông chuyển công tác về Ban Nội chính Trung ương và giữ chức Phó Trưởng ban Nội chính Trung ương.

### Đại biểu Quốc hội Việt Nam khóa XIV
Ngày 27 tháng 5 năm 2017, góp ý về dự thảo điều luật "Luật sư tố giác thân chủ", trái với phần lớn các luật sư phản đối điều luật, ông cho rằng điều này phù hợp với trách nhiệm của luật sư, vừa bảo vệ quyền lợi thân chủ của mình, đồng thời bảo vệ pháp chế xã hội chủ nghĩa.

### Quyền Bí thư Tỉnh ủy Lâm Đồng
Ngày 17 tháng 3 năm 2024, tại trụ sở Tỉnh uỷ Lâm Đồng đã diễn ra Hội nghị triển khai quyết định của Bộ Chính trị về công tác cán bộ. Ông Nguyễn Thái Học, Phó Trưởng Ban Nội chính Trung ương, Ủy viên Ban Chỉ đạo Cải cách tư pháp Trung ương được điều động, phân công giữ chức Quyền Bí thư Tỉnh ủy Lâm Đồng nhiệm kỳ 2020-2025.
Ngày 28 tháng 4 năm 2025, Ban Tổ chức Trung ương đã công bố Quyết định của Bộ Chính trị về việc điều động, phân công ông Nguyễn Thái Học, Quyền Bí thư Tỉnh ủy Lâm Đồng nhiệm kỳ 2020 - 2025 thôi tham gia Ban Chấp hành, Ban Thường vụ Tỉnh ủy, thôi giữ chức Quyền Bí thư Tỉnh ủy Lâm Đồng, điều động, chỉ định tham gia Ban Chấp hành, Ban Thường vụ Đảng ủy và giữ chức Phó Bí thư Đảng ủy Mặt trận Tổ quốc và các đoàn thể Trung ương nhiệm kỳ 2020 - 2025.